# Territorio de Jerusalén dependiente del patriarca de Antioquía de los melquitas
El territorio de Jerusalén (en árabe: أورشليم‎) es una circunscripción eclesiástica de la Iglesia católica en Tierra Santa. Se trata de un territorio dependiente del patriarca de Antioquía de los melquitas de la Iglesia greco-melquita católica, José I Absi. Desde el 9 de febrero de 2018 su protosincelo es el arzobispo Yasser Ayyash.

## Territorio y organización

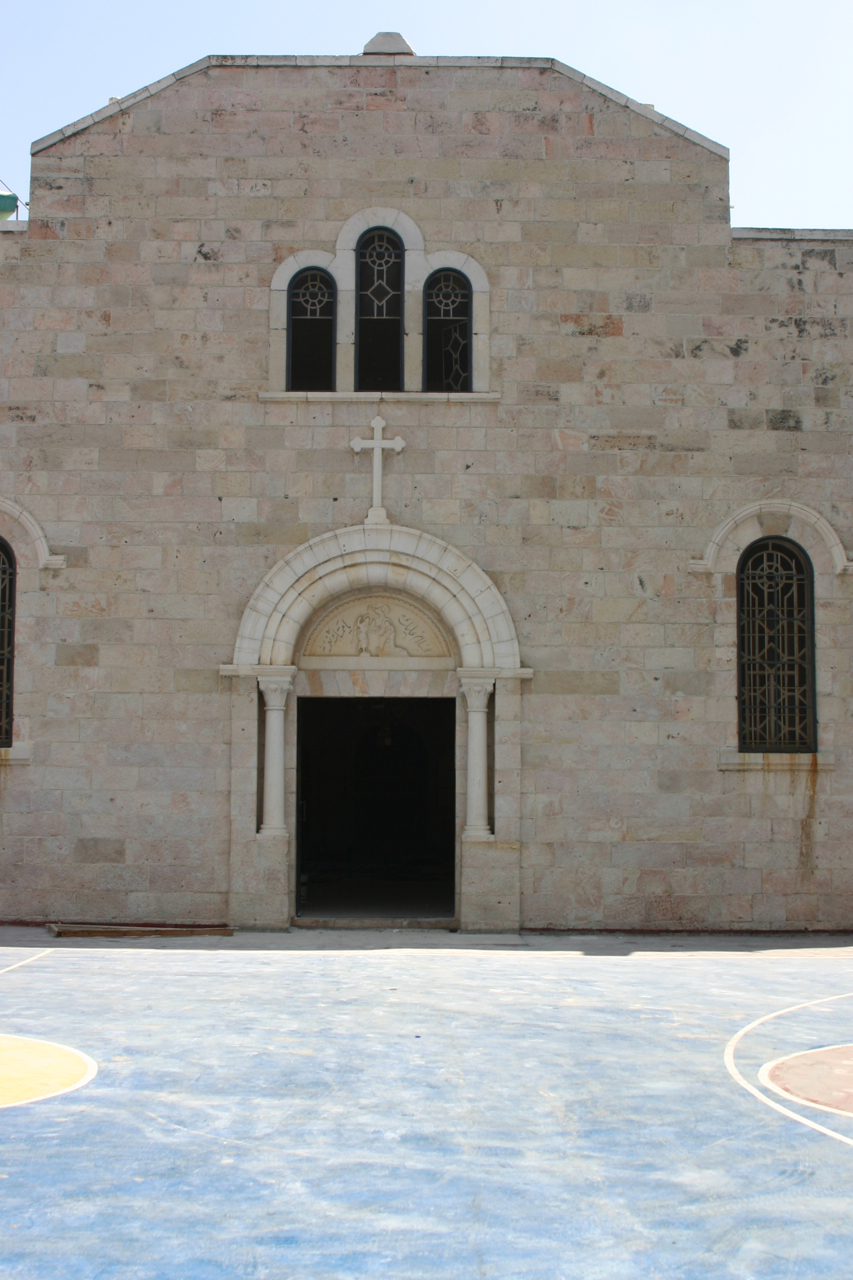
Parroquia de la Anunciación, en Ramala

El territorio extiende su jurisdicción sobre los fieles católicos de rito bizantino greco-melquita residentes en los Territorios Palestinos y en parte de Israel. En 1907 le fue segregada el área de Transjordania al norte del río Zarqa, que fue agregada a la archieparquía de Acre y el 2 de mayo de 1932 perdió el resto de Transjordania al crearse la archieparquía de Petra y Filadelfia. Su territorio quedó reducido a las partes de Israel (distritos Central, Jerusalén, Meridional, Tel Aviv, la mitad sur del distrito de Haifa y el sur del distrito Norte) y de los Territorios Palestinos al sur de la línea de Cesarea Marítima al río Yarmuk (Jerusalén Este, la Franja de Gaza y Cisjordania menos el extremo norte de la gobernación de Yenín).
El territorio es un área dentro del territorio propio de la Iglesia patriarcal, en la cual el patriarca tiene jurisdicción de acuerdo con el canon 101 del Código de los cánones de las Iglesias orientales, que expresa que «En su propia eparquía, en los monasterios estauropégicos y en otros lugares donde no esté establecida una eparquía ni un exarcado, el patriarca tiene los mismos derechos y obligaciones que un obispo eparquial».

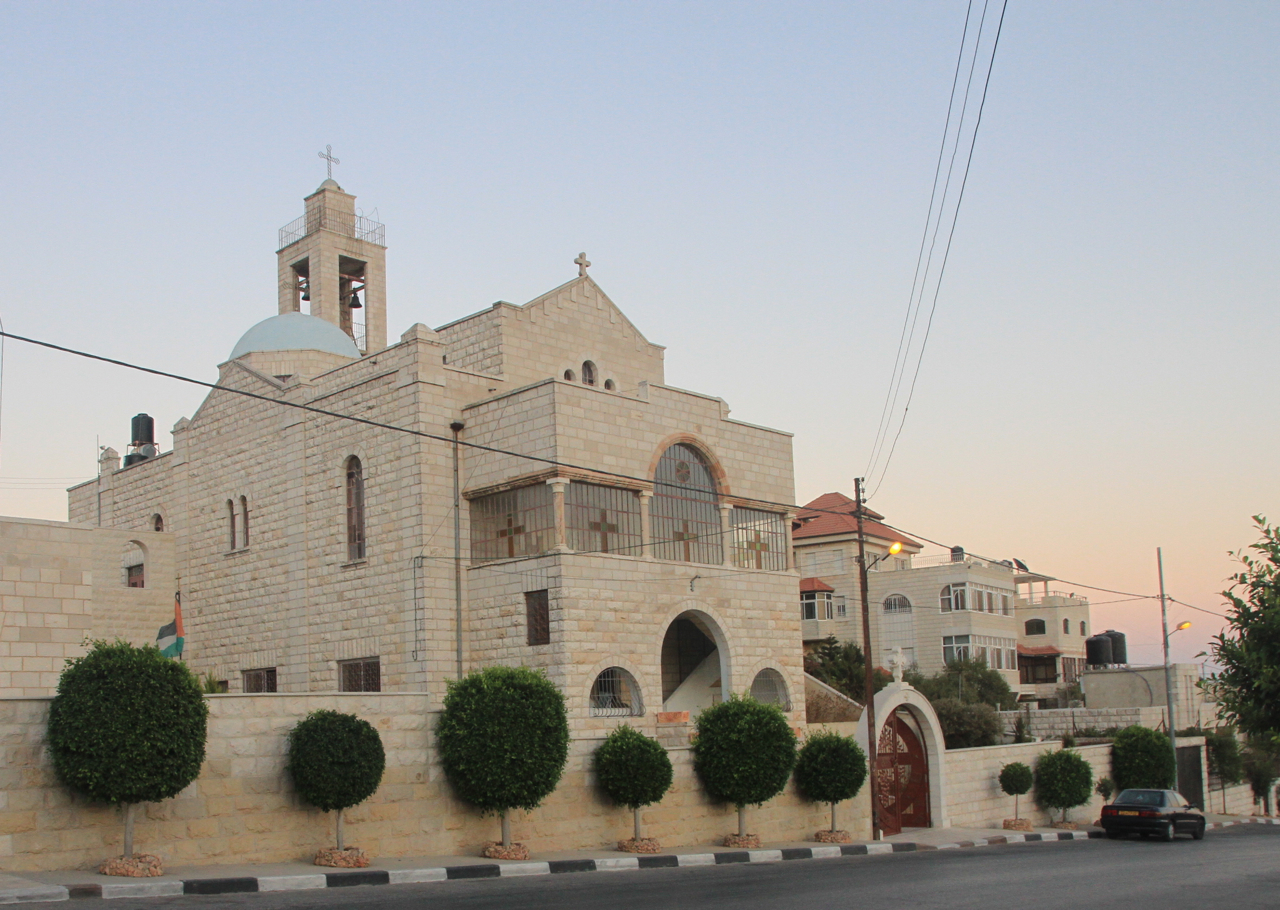
parroquia de San Jorge, en Taybeh

La sede del territorio se encuentra en la ciudad de Jerusalén Este, en donde se halla la Catedral patriarcal de la Anunciación de la Virgen, que fue consagrada por el patriarca Máximo III Mazloum el 24 de mayo de 1848.
En 2020 en el territorio existían 7 parroquias:
- la catedral de Nuestra Señora de la Anunciación en Jerusalén Este;
- la parroquia de la Presentación de Jesús al Templo en Beit Hanina (en Cisjordania);
- la parroquia de Nuestra Señora de la Anunciación en Jaffa, Ramla y Lod (en los distritos Tel Aviv y Central de Israel);
- la parroquia de San Jorge Mártir en Taybeh (en Cisjordania);
- la parroquia de Nuestra Señora de la Anunciación en Ramala (en Cisjordania);
- la parroquia de Nuestra Señora de los Pastores en Beit Sahour (en Cisjordania);
- la parroquia de la Madre de Dios en Belén y en Beit Jala (en Cisjordania);
- la parroquia de la Decapitación de San Juan Bautista en Rafidia (en Nablus, Cisjordania).

## Historia
La Iglesia de Jerusalén fue organizada por los apóstoles a partir de Pentecostés. El obispo de Jerusalén dependió del metropolitano de Cesarea Marítima (o Cesarea en Palestina) y el Concilio de Nicea I en 325 le otorgó especiales atributos honoríficos. El Concilio de Calcedonia en 451 creó el patriarcado de Jerusalén separando de Antioquía las provincias romanas de Palestina y Arabia Pétrea, aunque el título patriarcal comenzó a usarse recién en 531. Su jurisdicción abarcaba desde el mar Mediterráneo por una línea imaginaria que partía un poco al norte de Cesarea Marítima hasta las fuentes del río Yarmuk y desde allí hacia el este hasta el desierto arábigo. Por el desierto hasta el mar Rojo, el golfo de Aqaba y el golfo de Suez y luego una línea hasta el Mediterráneo. Tras el cisma de Oriente de 1054 el patriarca rompió la comunión con el papa. Las cruzadas establecieron en 1099 el patriarcado Latino de Jerusalén, por lo que los patriarcas ortodoxos permanecieron exiliados en Constantinopla hasta 1187, y luego volvieron a Jerusalén. 
El patriarcado de Antioquía de los melquitas se dividió definitivamente el 20 de septiembre de 1724 entre un patriarca ortodoxo y otro católico. Un decreto de la Propaganda Fide publicado el 25 de julio de 1772 dio al patriarca de Antioquía jurisdicción sobre Palestina y Egipto como administrador apostólico de Alejandría y de Jerusalén para los melquitas.
El 31 de octubre de 1837 el sultán otomano reconoció a los católicos como una millet, y el 23 de mayo de 1848 fue creada a millet melquita. El patriarca Máximo III Mazloum recibió autoridad civil sobre los miembros de su Iglesia en el Imperio otomano, que antes dependía del patriarca ortodoxo de Constantinopla. El 13 de enero de 1838 el papa Gregorio XVI reconoció a los patriarcas melquitas ad personam los títulos sobre los patriarcados de Alejandría y Jerusalén, por lo que su título pasó a ser patriarca católico greco-melquita de Antioquía y todo el Oriente, Alejandría y Jerusalén. Los patriarcas nombraron desde entonces vicarios patriarcales para cada sede: Damasco, Alejandría y Jerusalén. En la encíclica Orientalium dignitas del papa León XIII de 30 de noviembre de 1894, el patriarca de Antioquía de los melquitas recibió jurisdicción como territorio propio sobre toda la Iglesia greco-melquita en el Imperio otomano.
Entre los vicarios patriarcales de Jerusalén destacó Hilarion Capucci, quien en 1974 fue acusado por un tribunal israelí de usar su estatus diplomático para contrabandear armas al Ejército por la Liberación de Palestina y condenado a 12 años de prisión. Capucci fue uno de los presos políticos cuya liberación fue exigida por los secuestradores palestinos del vuelo Air France 139 en 1976. Fue puesto en libertad un año después debido a la intervención de la Santa Sede. 
El 31 de julio de 1988 Jordania renunció a recuperar su soberanía sobre Cisjordania y Jerusalén Este, por lo que el vicariato patriarcal dejó de ser parte formal de ese país.
En 1992 el vicariato patriarcal fue renombrado como exarcado patriarcal de Jerusalén y en 1997 como territorio dependiente del patriarca.

## Estadísticas
Según el Anuario Pontificio 2021 el territorio tenía a fines de 2020 un total de 3762 fieles bautizados.
| Año                                                                             | Población            | Población | Población      | Sacerdotes | Sacerdotes    | Sacerdotes    | Bautizados por sacerdote | Diáconos permanentes | Religiosos | Religiosos | Parroquias |
| Año                                                                             | Bautizados católicos | Total     | % de católicos | Total      | Clero secular | Clero regular | Bautizados por sacerdote | Diáconos permanentes | Varones    | Mujeres    | Parroquias |
| ------------------------------------------------------------------------------- | -------------------- | --------- | -------------- | ---------- | ------------- | ------------- | ------------------------ | -------------------- | ---------- | ---------- | ---------- |
| 1969                                                                            | 6500                 | ?         | ?              | 18         | 7             | 11            | 361                      |                      | 11         | 65         | 9          |
| 2005                                                                            | 3300                 | ?         | ?              | 15         | 5             | 10            | 220                      |                      | 24         | 27         | 8          |
| 2011                                                                            | 3300                 | ?         | ?              | 10         | 7             | 3             | 330                      | 2                    | 13         | 28         | 8          |
| 2012                                                                            | 3300                 | ?         | ?              | 12         | 7             | 5             | 275                      | 2                    | 15         | 28         | 8          |
| 2015                                                                            | 3160                 | ?         | ?              | 12         | 8             | 4             | 263                      | 2                    | 4          | 32         | 8          |
| 2018                                                                            | 3783                 | ?         | ?              | 14         | 9             | 5             | 270                      | 6                    | 5          | 23         | 7          |
| 2020                                                                            | 3762                 | ?         | ?              | 12         | 7             | 5             | 313                      | 5                    | 5          | 23         | 7          |
| Fuente: Catholic-Hierarchy, que a su vez toma los datos del Anuario Pontificio. |                      |           |                |            |               |               |                          |                      |            |            |            |

## Episcopologio

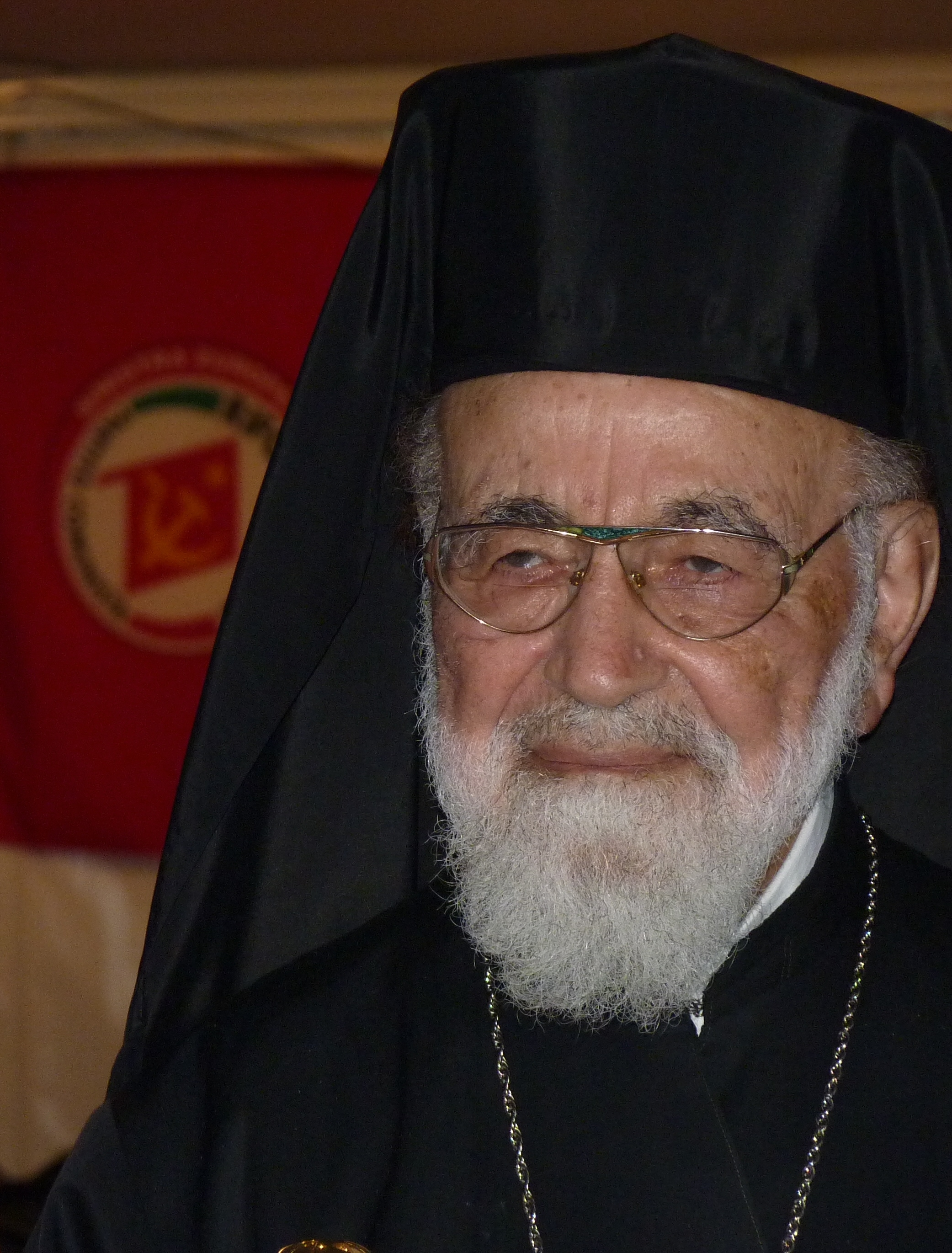
Hilarion Capucci, vicario patriarcal entre 1965 y 1974

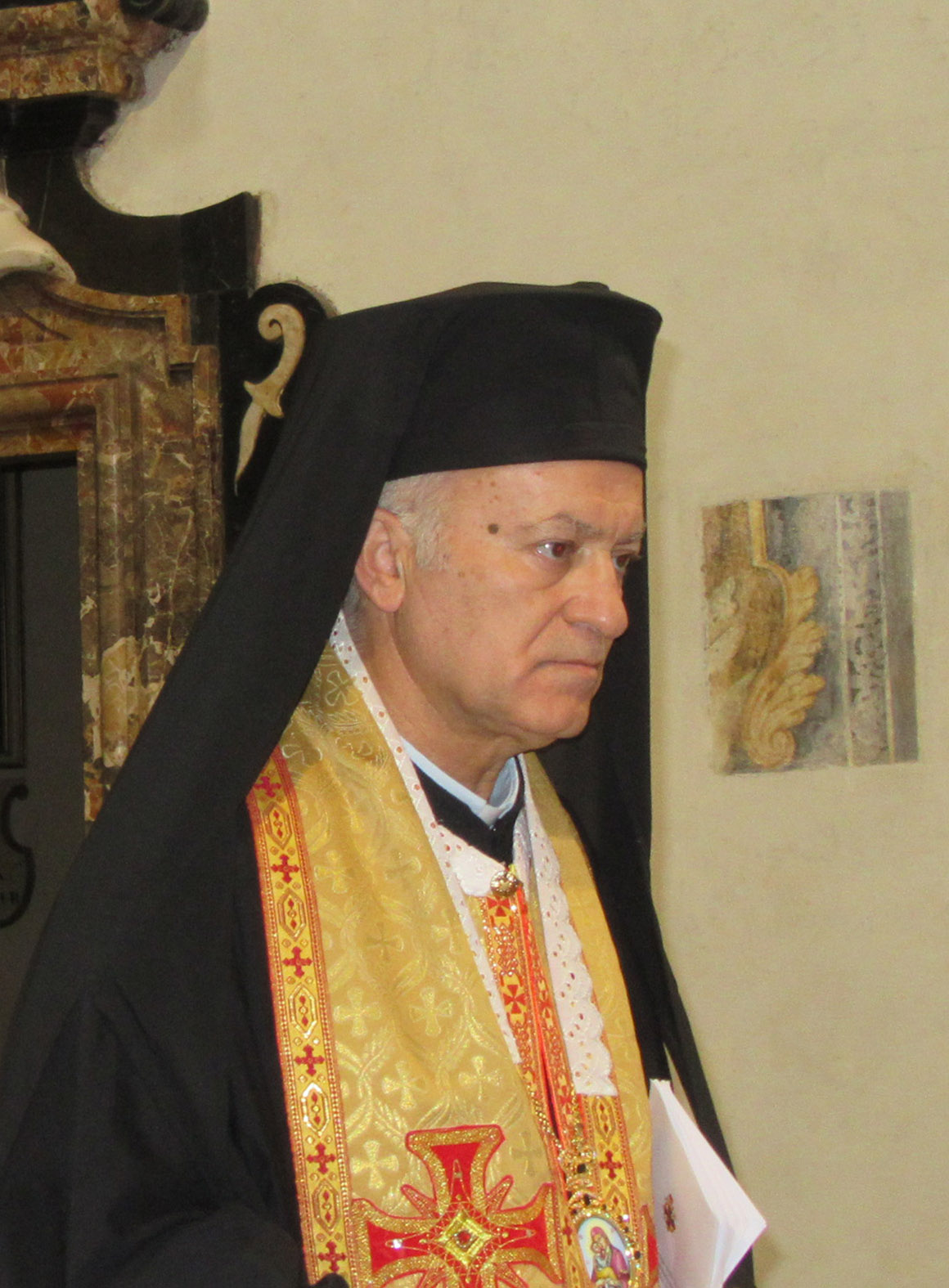
Yasser Ayyash, vicario patriarcal desde 2018

### Vicarios patriarcales de Jerusalén
- Elias Fendeh † (2 de febrero de 1838 consagrado-14 de noviembre de 1851 nombrado archieparca de Baalbek)
- Ambroise Basile Abdo † (1860-15 de noviembre de 1866 nombrado eparca de Zahlé y Furzol)
- Ambroise Basile Abdo † (1875-1876) (por segunda vez)
- Germano Muʿaqqad † (1880-1886 nombrado eparca de Baalbek)
- Eutimio Zulhof, B.S. † (1886-13 de junio de 1886 nombrado archieparca de Tiro)
- Joseph Cadi † (1895-1898 renunció)
- Paul-Raphaël Abi Mourad † (1903-1919 renunció)
- Cyrille Riza (Rizq) † (1921-1926 renunció)
- Mikhayl Assaf † (1948-19 de septiembre de 1948 nombrado archieparca de Petra y Filadelfia)
- Gabriel Abu Saada † (1948-1 de marzo de 1965 falleció)
- Hilarion Capucci, B.A. † (30 de julio de 1965-1974 renunció)
- Loutfi Laham (1974-1992 nombrado exarca patriarcal)

### Exarcas patriarcales de Jerusalén
- Loutfi Laham (1992-1998 nombrado protosincelo)

### Protosincelos de Jerusalén
- Loutfi Laham (1998-29 de noviembre de 2000 elegido patriarca de Antioquía)
- Mtanios Haddad, B.S. (2000-2006 renunció)
- Georges Michel Bakar (9 de febrero 2006-5 de enero de 2008 renunció)
- Joseph Jules Zerey (4 de junio de 2008-5 febrero 2018 retirado)
- Yasser Ayyash, desde el 9 de febrero de 2018